# Настимир Ананиев
Настимир Ананиев Ананиев е български предприемач, икономист и политик от партия Волт. Народен представител е от парламентарната група на Реформаторския блок в XLIII народно събрание и от парламентарната група на „Продължаваме промяната“ в XLVII народно събрание и XLVIII народно събрание.

## Биография
Настимир Ананиев е роден на 17 юли 1975 г. в град София, Народна република България. Завършва висше образование в „Грифит колидж“ в Ирландия и Американския университет в България, както и престижното училище „Кенеди“ в Харвардския университет. Бил е маркетингов директор за Централна и Източна Европа на най-големия частен колеж в Ирландия.
През 2014 г. е избран за народен представител в XLIII народно събрание от парламентарната група на Реформаторския блок, а впоследствие става председател на Комисията по транспорт, информационни технологии и съобщенията.
През 2017 г. напуска движение „България на гражданите“ и поста си като заместник-председател на партията. По негови думи заради слабия резултат на парламентарните избори през 2017 г. и липсата на лична отговорност на председателя на предизборния щаб Найден Зеленогорски.
През август 2018 г. създава партия „Волт“. На парламентарните избори през ноември 2021 г. решава неговата партия да подпише коалиционно споразумение с политическа формация „Продължаваме промяната“. Избран е за народен представител в XLVII народно събрание и в XLVIII народно събрание.